# Steel (DC Comics)
Steel is de naam van vijf fictieve superhelden uit de strips van DC Comics. De meeste van deze helden zijn familie van elkaar. De eerste Steel werd bedacht door Gerry Conway en Don Heck, en verscheen voor het eerst in Steel #1 (1978).

## Biografie

### De Heywood familie

#### Commander Steel
De eerste steel was Henry "Hank" Heywood, beter bekend als Commander Steel. Hij was een held gedurende de Tweede Wereldoorlog. Zijn stripserie liep maar 5 delen. Henry was lid van de All-Star Squadron.
Henry kreeg zijn krachten omdat hij een cyborg was. Hij raakte gewond toen hij in het leger werd aangevallen door saboteurs. Een arts genaamd Dr. Gilbert Giles gebruikte een nog experimentele techniek om hem weer te genezen, en in een supermens te veranderen.
Hij stierf in een gevecht met de superschurk Eclipso in Eclipso #13 (1993).

#### Hank Heywood III
De tweede Steel was Henry "Hank" Heywood III, de kleinzoon van Commander Steel. Commander Steel was inmiddels een multimiljonair geworden, en liet zijn kleinzoon dezelfde behandeling ondergaan als hijzelf nadat Henry werd verwond door Professor Ivo.
Henry diende lange tijd als Steel bij de Justice League Detroid.

#### Nathan Heywood
Heywood is eveneens een kleinzoon van Commander Steel, en een neef van Hank Heywood III. Hij was voorheen een voetbalster op de Ohio State University, maar moest zijn been laten amputeren nadat zijn knieschijf werd verbrijzeld.
Tijdens een familiereünie werd Nathan aangevallen door de Fourth Reich, een team van metahuman neonazis onder bevel van Vandal Savage. Ze wilden de hele bloedlijn van elke Golden Age held uitroeien, maar slaagden hier niet in daar Nathan het overleefde. Nathan werd wel bedolven onder vloeibaar metaalbloed van de schurk Reichsmark. Dit metaal bond zich aan Nathans lichaam en gaf hem een metalen huid. Hij nam de naam Steel aan, en werd zo de derde in zijn familie met die naam.

### De Irons familie

#### John Henry Irons
John Henry Irons werd bedacht door Louise Simonson en Jon Bogdanove in Adventures of Superman #500 (Juni, 1993).
John Henry Iron dankte zijn leven aan Superman, die hem redde toen hij van een hoog gebouw viel. Toen Superman met Doomsday vocht wilde John hem te hulp komen, maar kon uiteraard niets uithalen tegen het monster. Na Superman’s “dood” maakte John ter nagedachtenis aan zijn held een speciaal pak dat hem bovenmenselijke krachten gaf, en werd zelf de nieuwe Steel. Hij kreeg zelfs tijdelijk Superman’s bijnaam “the Man of Steel”. Tevens werd hij lid van de Justice League.

#### Natasha Irons
Natasha Irons is John Henry's nichtje en leerling. Zij werd Steel in de "Our Worlds At War" verhaallijn, omdat John Henry door een verwonding zijn harnas niet langer kon gebruiken.
Natasha’s harnas is geavanceerder dan dat van haar oom, en kan groeien tot reusachtig formaat.

## In andere media
- John Henry Irons had twee gastrollen in Superman: The Animated Series, te weten in "Prototype" en "Heavy Metal". In die tweede aflevering verscheen hij als Steel. Natasha Irons deed ook mee in die tweede aflevering.

- Zowel John Henry Irons als Hank Heywood III deden mee in de serie Justice League Unlimited.

- In 1998 verscheen de film Steel, over de John Henry Irons versie van het personage. Hij werd gespeeld door Shaquille O'Neal.